# 最高位戦八百長疑惑事件
最高位戦八百長疑惑事件（さいこういせんやおちょうぎわくじけん）とは、1980年に行われた麻雀タイトル戦の第5期最高位戦の決定戦（決勝戦）27戦目において、八百長（談合）があったのではないかとの疑惑に根ざす騒動。八百長を疑われた参加者2名は失格となり、第5期最高位戦はその時点で打ち切りとなった事件である。

## 概要
1980年12月24日、最高位決定戦35回戦中の27戦目が行われていた。事件はその局のオーラス（南4局）で発生した。面子は田村光昭（持ち点34400点、前局までの通算ポイント+164.5）、灘麻太郎（24100点、+16.6）、作家の畑正憲（28100点、-31.7）、荒正義（33400点、-42.3）の4名。残り8回戦で1位の田村と2位の灘の183ポイントの差は、当時の最高位戦の順位点のルール上、逆転が不可能という訳ではない点差である。東家が灘、南家が荒、西家が畑、北家が田村である。ドラは南。
トータルでもトップ、この半荘でもトップ目だった田村は速攻を目指してチーを入れ、9巡目までに1000点の安い役をテンパイし、逃げ切り態勢に入っていた。一方、総合4位・この半荘ではトップと1000点差の2位に付けていた荒は、2回のチー・ポンでダブ南・中・ドラ3の高目跳満（12000点）、安目でも中・ドラドラ（5200点）となる手をテンパイしていた。待ちは5索と南のシャンポン待ちであり、どちらでもあがれるが、南であがった方が点数が高い状況である。
この局面で、総合2位の灘が、フリテン含みのピンフのみの一向聴というさして勝負形でもないところから、ドラであり生牌であり飜牌でもある南を切る。荒の跳満、12000点の当たり牌であり、この半荘は自身の逆転トップ（総合順位もこれで4位から3位に浮上していたはずとされる）であるにもかかわらず、何故かこれをロンせず見逃した。観戦していた主催者である『近代麻雀』の編集長、岡田和裕によれば、荒はツモりかけた手を引っ込め、見逃すまでに7枚しか無い手牌を何度も並べ替え、さらに改めてツモを行った上で何度も小手返しを行い、さも手牌から出したように、今ツモってきた一萬を捨てたという。その結果、次巡に荒が田村の1000点に放銃し、田村のトップでこの半荘は終了、トータルでもさらにリードを拡げることとなった。その直後、主催者側である岡田により、第5期最高位戦の終了が宣告された。
なぜ故意に見過ごしたのか、岡田に正された荒は「山越しをかけて、（総合でトップの）田村さんから狙い打ちしたかった。トータル一位を狙うには、まず田村さんを沈めなければならず、そのための当然の戦術」（岡田和裕、1986、p.150 より引用。ただし括弧内は引用者による）と語ったという。ただし岡田によれば、翌日改めて荒を問いただした所、灘さんに迷惑がかかるから言えない、との回答しか得られなかったという。
小島 によれば、灘と荒は当時、師弟のような関係（灘が年長で師匠格）で同郷北海道の先輩後輩であったこともあり、「事前に両者の間で、師匠格の灘を勝たせるという談合があったのではないか。つまり、荒の行為は自分より逆転優勝のチャンスがある灘からは当たるまいとする故意の見逃しではないか。灘も自分の捨て牌では荒がロンしないことを知った上で、危険牌のドラを打ち出したのではないか」との疑惑が持たれた。
主催者側である岡田も古川凱章の弟子だった荒が破門され灘の元に走った、という二人の関係は承知しており、また荒の一連の不自然な動きを「うろたえた」と見ており、山越しを狙ったという言い訳は、あまりに見え見えであり不自然であるととらえ、その場で談合を指摘した。岡田は悩みに悩んだという。この手の問題はもとよりどこまでが許せてどこからが許せないものであるのか、明確な線引きの難しいものである。
岡田による談合の指摘に、展開が気になりたまたま会場にかけた電話で事件を知った小島武夫（既に点数不足で決勝戦からは敗退していた）を筆頭に、「何か証拠があるのか? イカサマは現場を押さえなくてはだめだ」などといった反論が行われ、岡田も荒い言葉で更に反論するといった状況になってしまった。岡田によれば、傍証は山ほどあっても、この手の談合には直接的な証拠はないのである。
岡田によれば、灘が捨てた南を荒が普通にロンしていた場合、トップの田村と荒との差はトータルで188.1ポイントに縮まる。一方、もし荒の主張通り、灘の南を見逃して山越しで田村の捨てる南を直撃していた場合は、田村と荒との差は139.2ポイントと、さらに49ポイントも縮まる。確かに点数状況的には説得力があるが、岡田の目には荒の動作はあまりにも不自然に見えた。また、直撃はできなくとも、12000点もの和了り（あがり）は荒の優勝に向けては十分にメリットのあるものであり、山越し狙いであったとしても見え見えに過ぎる。こんな不審な動作が続いた後に、南を切る雀士などいない。田村が南をツモってきたとしても切る可能性は非常に低く、可能性の薄い、山越しの直撃狙いという言い訳には大きな疑問が残ると考えた。同様に、荒によれば山越しを仕掛けられたとされる田村も、「自分が攻撃の目標になっていることは百も承知。一番気を付けなければならないことと戦う前に心にいいきかせていたことが、山越し牌に気を付けろ、だった。荒さんが本気でそう思っていたのだとしたら、ボクもナメられたものだ」（岡田和裕、1986、p.151 より引用）と岡田に語ったという。
結局岡田は『近代麻雀』の発行元である竹書房社長の野口恭一郎と相談の上でこれを談合と見なし、灘と荒を失格とし、8回戦を残してこの時点で第5期最高位戦を打ち切った。そして打ち切り時に総合得点で暫定1位であった田村光昭が第5期最高位に、3位だった畑正憲が繰り上がりで2位に認定された。

## 事件後
この事件は当時、各種スポーツ新聞やタブロイド紙、更には各種の男性向け週刊誌などで大いに取りあげられることとなった。岡田によれば、岡田(最高位戦・近代麻雀)側に立った報道が圧倒的に多かったといい、灘・荒に立つ側の、日本プロ麻雀連盟初代会長となった小島によれば、向かい風はきつかったという。なおプロ雀士らはもともと竹書房や『近代麻雀』の専属という訳でも『近代麻雀』に行動を束縛されていた訳でも全く無かったにもかかわらず、一部には後述する日本プロ麻雀連盟の設立を「クーデター」（お家騒動）などとする頓珍漢な報道もみられたという。
事件の翌日、岡田・竹書房社長野口・灘・小島の4人で会合が持たれたが、結局はお互いの溝を深めるだけとなった。岡田によれば小島は『近代麻雀』との「全面戦争」を宣言する始末で、小島は日付には言及していないが、この問題で野口は灘と荒を麻雀界から抹殺すると言い放ったと言う。翌1981年1月31日、小島・灘を中心に、失格になった2名を含む多数のプロ雀士が、新団体、日本プロ麻雀連盟の設立を発表、3月6日に設立に至り、最高位戦を主催する『近代麻雀』とその発行元である竹書房と袂を分かつこととなった。
岡田や小島によれば日本プロ麻雀連盟設立の構想自体は以前からあったものであり、『近代麻雀』の岡田も賛同していたもので、『近代麻雀』に対抗するため急遽作られた組織ではない。本項で述べる事件により、『近代麻雀』側への対抗上、その立ち上げが早まっただけだという。
日本プロ麻雀連盟の設立後、それに所属するプロ雀士が最高位戦や『近代麻雀』誌上に登場することはなくなり、彼らは対局や執筆の場を、当時発行されていたもうひとつの麻雀専門誌『プロ麻雀』（現在は廃刊）に移した。結果的にこの事件はプロ麻雀界を分裂させた。これが小説「麻雀放浪記」や麻雀新撰組の登場により火が点いた1970年代から80年代初頭にかけての麻雀ブームを衰退させる大きな原因になったといわれている。岡田は1986年の著書で、この分裂があったから麻雀界はなんとか続いているのであり、「あのままの状態で続いていたら、堕落が早まり、麻雀界はこの世から消えてなくなっていたと確信する」（岡田 (1986) p.221 より引用）としている。
小島武夫は2010年の自伝の中で、「あの見逃しは断じて "談合" と呼ばれるべきものではない」と述べている。優勝賞金100万円、準優勝7万円の大会では優勝以外にほとんど意味はない。35回戦中の27回戦という終盤戦において、トータル最下位の人間としてはただアガれば良いというものではなく、トップ者との点差を直接縮めるアガリでなければならない。トータル2位の者から出た南を見逃したのは、リスクを侵してトータルトップの者から討ち取ることに賭けた行為なのであり、「"談合" どころかプロとして称賛に値する」「自分が同じ立場でも見逃しただろう」と述べている。また岡田によれば事件の翌日岡田と会った時には灘の側に立ち、「賭け麻雀では当たり前の山越しを云々言われたのでは麻雀は打てない」「岡田さんは麻雀を知らない」「二人が八百長をやったと言う気であれば、麻雀界は大変なことになる」などと語ったという。また小島は金銭面などで自由奔放なタイプの人物であるが、それが故に、ある時よりしっかり者で社会常識や人望のある灘によく世話になり、親しい間柄であったと指摘している。なお、岡田によれば、荒が無理に総合トップを取りに行ったのはトップ100万円、2位7万円、3位5万円…と言った、オール・オア・ナッシングとも言える極端な賞金体系に原因があると小島・灘が批判したが、これは第一期の時に主催者側と出場選手との相談の上で圧倒的多数の支持を得て決定したものであり、荒こそその場には居なかったものの、灘・小島・田村のほか、麻雀新撰組の阿佐田哲也と古川凱章も同席していた。その場では小島武夫も「準優勝なんて何の意味も無い」と語っていたという。なおこの事件の結果、以前よりウマが合わなかったこともあり、小島と田村は完全に縁が切れてしまったという。
準優勝となった畑正憲は当初状況を飲み込めておらず、直後見逃しや一部プロの癒着などの事情を説明した岡田に対し、初めて麻雀界の正義を見たと語ったが、後日、全員に逆転の可能性のあった局面で、その時点での点数で順位を確定させ打ちきったことについて、主に岡田に対して大きな不満をぶつけた文を『近代麻雀』に寄稿した。
小説家の清水一行はこの事件をモチーフとした小説『八百長だぁ』を書いたが、これは灘側に立った内容だったという。清水は小島と個人的に親しい間柄であった。
阿佐田哲也は事件直後に岡田から相談を受けた（畑、田村、古川も同席）が、事態の収拾について積極的な協力は行わなかった。また、各所でこの事件についてのエッセイを発表した。この事件についての世間に対する第一報は『近代麻雀』ではなく、1981年1月6日付けの夕刊フジに掲載された、阿佐田のコラム「ぎゃんぶる百華」である。また、麻雀界の衰退を早めたのは岡田のジャッジであると非難している。
失格となった灘は、事件の翌日、近代麻雀側に再戦を主張したが、それが容れられることはなかった。その後ある新聞で「岡田は狂った!」と、岡田を非難したという。

## 談合の素地
失格・打ち切りの裁定を下した岡田は『実録・麻雀盛衰記 麻雀プロ・その世界』で、狂っていたのはむしろ一部のプロたちであり、一部の良心が麻痺しており、以前より談合の素地があったとしている。ある小さなタイトル戦では優勝賞金30万円を1位から3位までの3人で10万円ずつ分割しよう、などと言った事前談合が行われていたなどとも指摘している。なおこの面子の中には荒も混ざっていた。荒が岡田に語ったところによれば、「でも麻雀は真剣に打ちました」とのことである(岡田和裕、1986、p.156 より引用)。岡田はこの返答に唖然としたという。岡田は他にも具体的な談合の例をいくつか紹介しており、その中には小島も登場している。
その上、最高位戦予選の最終戦である56回戦でも灘が予選通過ギリギリにいた荒を勝たせるようにするため、南2局11巡目、2000点のツモ和了の放棄（和了牌のツモ切り）を行ったと指摘している(その結果、親の荒が3900点をツモ和了っている)。これに対して、灘はノーテン罰符を拾って、意地で予選一位を狙いに行った結果だと反論している。ただし岡田によれば、これは最終戦であり、この半荘で現在16900点の灘がオーラス終了までに3万点以上を和了り、さらにこの半荘で57700点と断トツである田村を逆転しなければならない。灘はまだ南4局の親番を残していたもののこれは点数状況的に可能性は非常に低いという。岡田は、対局後編集部に出向いてきた灘が、岡田にこの和了放棄のツモ切り記録の抹消を依頼したことからこの事実を知り、隠蔽工作を試みたが故に灘が故意に荒に有利に打ったと断言できるとする。そしてその理由を、灘があがれば荒の親が流れてしまう、灘は荒を決勝に残したかった、灘がその方が戦いやすいからだ、荒は灘を勝たせるために決勝リーグに残ったのだ、とまで言っている。また、岡田は（1986年の時点では）、打ち切りというジャッジについては全く後悔していないとしており、談合でのコンビ打ちもどきが当たり前になってしまえば競技麻雀は成立しない、勝敗が麻雀の実力ではなく人間関係で決まってしまうようでは全てがお終いだと語っている。